# Niebo coraz bardziej błękitne
Niebo coraz bardziej błękitne (wł. Il cielo è sempre più blu) – włoski komediodramat z 1996 roku w reżyserii Antonella Grimaldiego.

## Obsada
- Asia Argento
- Dario Argento
- Luca Lionello
- Luca Barbareschi
- Monica Bellucci
- Claudio Bisio
- Margherita Buy
- Antonio Catania
- Roberto Citran
- Iaia Forte
- Enrico Lo Verso
- Daniele Luchetti
- Ivano Marescotti
- Margaret Mazzantini
- Francesca Neri
- Andrea Occhipinti
- Silvio Orlando
- Sergio Rubini
- Gigio Alberti
- Carlo Croccolo
- Cecilia Dazzi
- Giannina Facio
- Nicola Farron
- Alessandro Haber
- Lucrezia Lante della Rovere
- Marino Masé
- Giulio Scarpati
- Gabriele Salvatores
- Monica Scattini
- Gianmarco Tognazzi
- Sergio Endrigo
- Alessandro Baricco
- Giuseppe Piccioni
- Massimo Wertmüller
- Gaia Zucchi[1].

## Produkcja
Zdjęcia kręcono w Rzymie.